# Рагби 15 репрезентација Фиџија
Рагби јунион репрезентација Фиџија је рагби јунион тим који представља малу остврску државу Фиџи у овом екипном спорту. У Фиџију је рагби национални спорт, сваки десети грађанин је регистрован рагбиста. Први меч Фиџи је играо 1913. против Новог Зеланда. Дрес Фиџија је беле и црне боје, а симбол је палма. Фиџи на светском првенству никада није догурао даље од четвртфинала, највише утакмица за Фиџи одиграо је Ники Литл - 71, највише есеја дао је Санивалати Лаулау - 20, а најбољи поентер је такође Ники Литл - 670 поена.

## Тренутни састав
Суниа Кото
Талемаитога Туапати
Вилиаме Веикосо
Исеи Цолати
Пени Раваи
Манаса Сауло
Тевита Цавубати
Леоне Накарава
Малакаи Равуло
Сакиуса Матадиго
Нетани Талеи
Немиа Кенатале
Никола Матавалу
Бен Волавола
Левани Ботиа
Вереники Гонева
Габириеле Ловобалаву
Немани Надоло
Асаели Тикоиротума
Кини Муримуривалу
Метуисела Талебула